# Skolelinux
Skolelinux/Debian-Edu je operační systém určený pro vzdělávací účely a Debian Pure Blend. Tento svobodný a otevřený software projekt byl založen v Norsku v roce 2001 a nyní je vyvíjen v mezinárodní rovině. Jeho název je přímý překlad slovního spojení "školní Linux" z norštiny, skole je odvozeno od latinského slova schola.

## Návrh a principy
Skolelinux nabízí čtyři různé instalační profily na jednom kompaktním disku, který jednoduše nainstaluje přednastavenou vzdělávací síť včetně hlavního serveru, pracovních stanic a serverů pro tenké klienty. Hlavní cíle distribuce Skolelinux jsou stručně:
- Vytvořit linuxovou distribuci přizpůsobenou pro školy – založenou na jejich potřebách a zdrojích.
  - Zjednodušit údržbu počítačových zařízení.
  - Poskytnout řešení pro tenké klienty, které usnadňuje údržbu, redukuje náklady a povoluje použití starého hardwaru.
- Omezit náklady použitím otevřeného softwaru a znovupoužitím starého hardwaru.
- Identifikovat a poskytnout vhodné programy pro použití ve školách.
- Umožnit učitelům poskytovat studentům výuku za pomoci informačních technologií vysoké kvality.
- Lokalizovat IT infrastrukturu překladem stránek softwaru do obou spisovných forem norského jazyka. Tento cíl byl později rozšířen na všechny jazyky vyučované ve školách po celém světě.

## Historie
Projekt Skolelinux byl odstartován 2. července 2001. Celkem 25 počítačových programátorů a překladatelů se dohodlo, že vylepší použití softwaru ve školách. Nelíbilo se jim, že další generace počítačových uživatelů neměla přístup ke zdrojovému kódu. Argumentem byla skutečnost, že děti, které se zajímaly o tuto oblast, by se měly učit od odborníků v programování, aby mohly vytvářet svůj vlastní software. Jiní vývojáři, především překladatelé, se zajímali o poskytování počítačových programů v rodném jazyce studentů. Tito vývojáři se domnívali, že studenti by se měli být schopni v Internetu vyznat, pokud budou mít vodítka, kterým by rozuměli.
Projekt Skolelinux spolupracoval s členskou organizací „Linux ve školách“, která byla založena 16. července 2001. „Linux ve školách“ později změnil svůj název na „Svobodný software ve školách“ na výročním shledání 16. října 2004. Němečtí učitelé, vývojáři a překladatelé se k projektu Skolelinux připojovali v roce 2002. V roce 2003 se stal Skolelinux standardní součástí Debianu.
O roku 2003 se k projektu Skolelinux připojilo mnoho vývojářů z celého světa, včetně vývojářů ve Francii, Řecku a Německu, kteří přispívali nejvíce aktivně. Projekt Skolelinux také spolupracuje s mnoha dalšími svobodnými sotwarovými projekty jako například LTSP, gnuLinEx, Edubuntu, K12LTSP, KDE, GNOME, Mozilla Firefox a Apache OpenOffice. Podobné organizace byly také založeny ve Španělsku, Německu, Lotyšsku, Francii, Brazílii a Dánsku.
Skolelinux se z velké části podílel na přepisu instalátoru Debianu. Kromě toho vedl Skolelinux rozsáhlý vývoj a testování tenkých klientů a bezdiskových pracovních stanic jako součást nové páté verze projektu LTSP.
Seznam všech 196 škol, které používají Skolelinux, je aktuálně zobrazen na DebianEdu Wiki.

## Vydání
| Verze | Datum      | Komentář |
| ----- | ---------- | --- |
| 1.0   | 20.06.2004 | přezdíváno "Venus", založeno na Debian Woody                                                                                         |
| 2.0   | 14.03.2006 | přezdíváno "DebianEdu" (poté, co byl Skolelinux adoptován jako součást podprojektu Debianu s tímto názvem), založeno na Debian Sarge |
| 3.0   | 22.07.2007 | přezdíváno "Terra", založeno na Debian Etch                                                                                          |
| 5.0   | 09.02.2010 | také pod názvem Debian Edu 5.0.4+edu0, založeno na Debian Lenny                                                                      |
| 6.0   | 11.03.2012 | také pod názvem Debian Edu 6.0.4+edu0, založeno na Debian Squeeze                                                                    |
| 7.1   | 28.09.2013 | také pod názvem Debian Edu 7.1+edu0, založeno na Debian Wheezy                                                                       |

## Finanční prostředky
Vývoj Skolelinux je každoročně sponzorován nadací SLX Debian Labs Foundation Archivováno 10. 3. 2023 na Wayback Machine.. Norské ministerstvo školství a ministerstvo reforem a správy také sponzorovalo projekt Skolelinux. Další složkou finančních prostředků projektu jsou dary soukromníků a soukromých firem. Tyto finance pomáhají organizovat sedm až deset shledání vývojářů každý rok v Norsku, Španělsku a Německu.